# 霧積温泉
霧積温泉（日文平假名：きりづみおんせん）是位於日本群馬縣安中市松井田町（古上野国地）的温泉名勝。霧積的日語羅馬字表記是Kiritsumi，在電影《人証》中，女主人公八杉恭子之子、黑人喬尼·海瓦德在提及此地名時，為迴避自己較重的西班牙語口音而説成“Kiss me”,成為此片中的幽默點以及人們對霧積的趣稱。

## 交通
鐵路：經由信越本線至横川駅，再轉乘公車前往約25分鐘。
汽車：經由收費道路上信越自動車道至松井田妙義IC處繳費再轉支路，前往約35分鐘。

## 泉質
属於硫酸鹽泉，常年平均水溫為39℃，泉水無色、透明。

## 住宿
位於霧積川的上游的2家旅館，是目前霧積僅有的可住宿的館所。
霧積溫泉是日本著名的象徵主義詩人西條八十的詩賦《帽子》的背景地。同時也是根據《帽子》而改編的森村誠一的推理小説《人間の証明》的背景地，以及同名電影（即中國觀衆十分熟悉的《人証》）的部分場景的拍攝地。

## 歴史
霧積温泉被發現於江戸時代末期。傳説是主人在尋犬中探得此地，所以在舊時此温泉亦稱為「犬之湯」（犬の湯）。
明治21年（1888年）開始霧積被開發為一個避暑地，從而繁榮起來，甚至在日本戰後初期一度是駐日美軍喜愛光顧的渡假勝地。除西條八十之外，幸田露伴、与謝野晶子等日本文化界名人也曾慕名而來。
近數十年來，因當地頻繁發生的泥石流災害的毁壞，現在温泉場所大部分已被土石湮没、不復存在，僅存2家温泉旅館仍在營業。

## 外部連結
- 秘境にたたずむ一軒宿、群馬県霧積温泉・金湯館の公式ホームページ